# La Grande Soufrière
La Soufrière é um estratovulcão ativo situado na ilha francesa de Basse-Terre, em Guadalupe. É a montanha mais alta das Antilhas Menores, com 1467 metros de altitude e faz parte do Arco vulcânico das Antilhas Menores.
A erupção deste vulcão em 1976 levou a uma evacuação, não tendo ocorrido perda de vidas humanas. Nessa altura foi pública a polémica entre os cientistas Claude Allègre e Haroun Tazieff sobre se a evacuação deveria ou não ser efetuada: Allègre defendia que os habitantes da ilha deveriam ser evacuados, como medida de precaução, enquanto Tazieff defendia que o Soufrière era inócuo. O prefeito decidiu-se pela evacuação, pecando por prudente; a erupção não causou quaisquer danos.
Enquanto a ilha se encontrava deserta, o cineasta alemão Werner Herzog viajou até à localidade abandonada de Basse-Terre para encontrar um camponês que se havia recusado a abandonar a sua casa situada na encosta do vulcão. A sua viagem ficou registada no filme La Soufrière.